# Imilcone (navigatore)
Imilcone (fenicio: Chimilkât; latino: Himilco; fl. V secolo a.C.) è stato un navigatore ed esploratore cartaginese che raggiunse l'Europa nord-occidentale, navigando lungo le coste della penisola iberica e della Gallia, fino al territorio della tribù degli Estrumnidi, che vivevano in Britannia.
Probabilmente il suo viaggio aveva lo scopo di istituire una rotta commerciale per il commercio dello stagno.

## Biografia
Secondo il poema Ora Maritima di Rufo Festo Avieno (IV secolo), Imilcone non fu il primo uomo proveniente dal Mediterraneo a raggiungere quelle regioni, perché avrebbe seguito rotte commerciali già tracciate dai tartessi della Spagna meridionale. Proprio vicino a Tartesso si trovava la colonia cartaginese di Gadir. Sempre secondo Avieno, lasciò un resoconto (che il poeta cita ben tre volte) del suo viaggio, che è però andato perduto e di cui restano solo estratti citati da autori romani (come nel caso di Avieno). Il primo breve riferimento al viaggio di Imilcone si trova nella Naturalis Historia di Plinio il Vecchio (I secolo d.C.). Da lui abbiamo un'interessante descrizione della Britannia. Nei luoghi dei suoi viaggi fondò empori commerciali.
Nei suoi racconti Imilcone parla di mostri marini e di altre insidie marittime, probabilmente un espediente  per scoraggiare i greci dal seguire quelle rotte commerciali. Questi riferimenti ai mostri marini, riportati da Avieno, divennero poi fonte dei miti che scoraggiavano la navigazione nell'Atlantico.